# Leptocythere macella
Leptocythere macella is een mosselkreeftjessoort uit de familie van de Leptocytheridae. De wetenschappelijke naam van de soort is voor het eerst geldig gepubliceerd in 1975 door Ruggieri.